# Celtis edulis
Celtis edulis är en hampväxtart som beskrevs av Takenoshin Nakai. Celtis edulis ingår i släktet Celtis och familjen hampväxter. Inga underarter finns listade i Catalogue of Life.